# Aillant-sur-Milleron
Aillant-sur-Milleron é uma comuna francesa na região administrativa do Centro, no departamento Loiret. Estende-se por uma área de 27,45 km². Em 2010 a comuna tinha 396 habitantes (densidade: 14,4 hab./km²).